# Eragrostis brownii
Eragrostis brownii är en gräsart som först beskrevs av Carl Sigismund Kunth, och fick sitt nu gällande namn av Christian Gottfried Daniel Nees von Esenbeck. Enligt Catalogue of Life ingår Eragrostis brownii i släktet kärleksgrässläktet och familjen gräs, men enligt Dyntaxa är tillhörigheten istället släktet kärleksgrässläktet och familjen gräs. Arten förekommer tillfälligt i Sverige, men reproducerar sig inte. Inga underarter finns listade i Catalogue of Life.